# Rulez
A rulez angol eredetű nemzetközi zsargonszó, a. m. „nagyszerű”, „király”. Valaminek a kiemelkedő tulajdonságát jelzi, nemritkán a konkurencia fölé emelkedést hangsúlyozzák vele (ahogy egy király uralkodik az alattvalói fölött).
A szóvégi z kiejtése spanyolos asszociációkat kelt az angol nyelvű szlengben.
A kilencvenes években terjedt el az interneten.
Az angol rule (to rule - vezetni, kormányozni, uralkodni valami fölött, egyes szám harmadik személyű alak) szóból származik.
Magyar, lengyel és koreai zenekarok választották nevükként és albumuk címeként különböző szókapcsolatokban, filmnek adott nevet, hirdetéseknek igyekeztek nyomatékot adni vele.

## Fordítás
- Ez a szócikk részben vagy egészben  a   Rulez című olasz Wikipédia-szócikk fordításán alapul.  Az eredeti cikk szerkesztőit annak laptörténete sorolja fel. Ez a jelzés csupán a megfogalmazás eredetét és a szerzői jogokat jelzi, nem szolgál a cikkben szereplő információk forrásmegjelöléseként.